# Mauro Neri
Mauro Neri (Trento, 1950) è un giornalista e scrittore italiano. Ha dedicato gran parte della sua produzione letteraria al mondo dell'infanzia e dell'adolescenza, scrivendo fino ad ora più di duecento libri, tra cui molti di fiabe, racconti e romanzi. Ha scritto anche testi di canzoni, testi teatrali, saggi storici, didattici e poesie e ha curato la realizzazione di trasmissioni televisive, video e documentari.

## Riconoscimenti
Con un volume su don Lorenzo Guetti, fondatore della cooperazione trentina, dal titolo "Le stagioni della solidarietà" ha vinto il premio ITAS del Libro di Montagna nel 1981. Con il volume di poesie "Storie di pietra" ha vinto il Premio internazionale L'Emigrante nel 1996; con "Rondino", fiaba romanzo per bambini, ha vinto il Premio Giovanni Arpino-Città di Bra nel 2001. Con il romanzo ambientato nella preistoria "Bàcmor" ha ricevuto una segnalazione al Premio Città di Castello nel 2002; con la raccolta di leggende trentine "Quella terra magica tra i monti" è stato insignito con un diploma al Premio Parole senza confini nel 2003.

## Scritti principali

### Romanzi
- Daniele Speranza (1998)
- Il Cavaliere delle Dolomiti (ed. Marsilio 1991-1992; ed. Panorama 2000)
- Il destino di Bacmor (ed. Quadrifoglio 1985; ed. Panorama 2001)
- Kelìna e il mistero delle Dolomiti (ed. Panorama, 2002)

### Racconti
- La storia di Anat, l'ultimo dei dinosauri (ed. Panorama, 1993);
- La terra degli alberi dalle foglie d'argento (ed. Biblioteca di Riva del Garda, 1997)

- Le fabbriche di Trento - Sei storie (ed. Vita Trentina, 2006)
- Lo sciamano scomparso (ed. Egon, 2009)
- La lanterna del Principe (ed. Egon, 2009)
- Ritorno in Galizia (ed. Provincia autonoma di Trento, 2012)
- Il barcone dei ribelli (ed. Il Chiese, 2013)
- Un palcoscenico per due (ed. [Squi]libri, Roma, 2013)
- 1914-'15 Baionet auf! (ed. Il Chiese, 2014)
- L'armonica d'argento (ed. Accademia di Santa Cecilia, 2014)
- [ADAGIO] (ed. Del Faro, 2022) "Trekking letterario per nuovi orizzonti lungo il Cammino Jacopeo d'Anaunia" scritto con Silvia Vernaccini

### Racconti per bambini
- C'era una volta (ed. Innocenti, 1979)
- Il Contafiabe inventa per voi 1 (ed. Quadrifoglio, 1980)
- Il Contafiabe inventa per voi 2 (ed. Quadrifoglio, 1981)
- Evar nel regno dei ghiacci (ed. Arca, 1989);
- Fischietto e Tappabuchi (ed. Panorama, 1995)
- Rondino (ed. Panorama, 1999)
- Il grattacielo della montagna (ed. Panorama, 1999)
- Le fiabe di Nonno Noè (ed. Quadrifoglio, 1999)

- Trentino da fiaba (ed. Panorama, 2001);
- La Valle delle mille mele 1 (ed. Panorama, 2000)
- La Valle delle mille mele 2 (ed. Panorama, 2001)
- Fantasie d'inverno (ed. Panorama, 2003)
- Tarandandò e altre fiabe (ed. Panorama, 2004)
- Turlulù e altre fiabe (ed. Panorama, 2004)
- Guida fiabesca alla città di Trento (ed. Panorama, 2004)
- Le avventure di Gatto Marameo (ed. Poli Regina, 2006-2007)
- Le nuove avventure del leprotto Skippy, (AlcionEdizioni, 2007)
- L'Economia raccontata ai bambini (ed. Casse Rurali Trentine, 2007)
- Atlante di Gatto Marameo (ed. Poli Regina, 2007-2008)
- Pistacchio e Robaccio (AlcionEdizioni, 2009)
- I proverbi di Gellindo (ed. Senzabarriere onlus, 2009);
- Le avventure dell'aquilotto Walter (Regione autonoma Trentino Alto Adige, 2010)
- Come nacque il MART Villaggio di Gellindo Ghiandedoro (AlcionEdizioni, 2011)
- Storie per 12 mesi (ed. Erickson, 2012)
- Edith nel paese degli Spaventapasseri (ed. Erickson, 2012)
- Storie per 20 regioni (ed. Erickson, 2013)
- Le guerre di Gellindo Ghiandedoro (ed. Risparmiolandia, 2014)

### Leggende trentine
- Le disavventure dei Cogollesi (ed. Publilux, 1993)

- Mille leggende del Trentino (3 volumi, ed. Panorama 1996-1997)
- Sagen und Legenden aus Welschtirol – Eine für jeden Tag (ed. Panorama, 2001)
- Luoghi misteriosi del Trentino (ed. Panorama 2002)
- Witches, Devils and Wizards in the legends of the Dolomites (AlcionEdizioni, 2007)
- Ogres, dragons and monsters in the legends of the Dolomites (AlcionEdizioni, 2007)
- Artigiani da leggenda (AlcionEdizioni, 2007)
- Tesori nascosti (AlcionEdizioni, 2007)
- Donne e bambine nelle leggende trentine (ed. AlcionEdizionhi, 2008)
- Il cuore di un popolo –Calendario delle leggende trentine (AlcionEdizioni, 2010)
- The Secret Hearth of Trentino – A calendar of legends (AlcionEdizioni, 2010)
- Women and girl in the legends of Trento region (ed. AlcionEdizioni, 2010)
- Magie di malga (con Silvia Vernaccini, AlcionEdizioni, 2010)
- Le pietre nobili raccontano (AlcionEdizioni, 2011)
- El corazón de un pueblo – Calendario de las leyendas trentina (ed. Provincia autonoma di Trento, 2013)
- Il volo della draghessa (AcionEdizioni, 2013)
- Le mille e una legenda del Trentino (Athesia, 2019)

### Poesie
- Il silenzio nel mondo (Editoriale Giorgio Mondadori, 1991)

- Immagini in viaggio (ed. Federazione Cori del Trentino, 2002)
- Canto la mia gente (ed. Federazione Cori del Trentino, 2003)
- Unser Lied für die Alpen - Il nostro canto per le Alpi (ed. Agach, 2004)
- Monte Bondone (AlcionEdizioni, 2005)

### Canzoni
- Il cavaliere delle Dolomiti (Cd, Ensemble La Zag, 2000)
- Donna Kelìna e Cianbolpìn (Cd, Coro Croz Corona, 2000)
- Sagen und Legenden aus dem Trentino (Cd, ed. Koch, 2001)
- La Montagna canta (Cd, Coro Croz Corona, prodotto da Giorgio Moroder e Giuseppe Solera, 2003)
- L'Orco burlone (Coro Croz Corona, Banca musicale di Mezzocorona, 2007)
- Rusticus (Cd, Coro Croz Corona, 2008)
- Andreas Barbòn (Coro Croz Corona, 2009)
- Il regalo di Natale (Croz Corona, 2011)
- Hanno rubato il Campanone! (Musical, Minocoro di Rovereto, 2014)

### Teatro
- Il castello degli spiriti – I fantasmi veri (regia di Carlo Emilio Lerici, 2005)

- Kelina, La fata del tempo (regia di Carlo Emilio Lerici, 2006)
- Il Re del Grande Lago (regia di Carlo Emilio Lerici, 2007)
- Rusticus (regia di Paul Sark, 2008)
- Gli elfi del grande Lago – La terra degli alberi dalle foglie d'argento (regia di Paujl Sark, 2009)
- Andreas Barbòn (regia di M.Neri, 2010)
- Il mistero della stanza del vescovo (regia di M.Neri, 2010)
- L'armonica d'argento (regia di M.Neri, 2011-‘14)
- 1914-'15 Baionet auf (regia di M.Neri, 2014)

### Saggistica
- Il giornale in classe (ed. Innocenti, 1979)
- Le stagioni della solidarietà (ed. Quadrifoglio, 1981)
- Dalle Dolomiti alle favelas (ed. Vita Trentina, 1983)
- Sulla Via Claudia Augusta Altinate (con Silvia Vernaccini, ed. Panorama, 1998)
- Le Bibbie dei poveri cristi (con Silvia Vernaccini, ed. Panorama, 2000)

### Film e video
- Pulsatilla (20 documentari; ed. Palazzo del Diavolo, Trento, 1988-1989; emittente TVA)
- Karl Felix Wolff  - Intervista impossibile (ed. Palazzo del Diavolo, Trento, 1988-1989 ;per la Provincia autonoma di Bolzano)
- I parchi dell'Alto Adige (otto documentari; ed. Palazzo del Diavolo, 1990; per la Provincia autonoma di Bolzano)
- La Via Claudia Augusta Altinate, (ed. RAI, Sede di Trento, 1998;
- La Via Claudia Augusta Altinate: l'impresa di Marco Patton (ed. Amici di Fliess, Meano di Trento, 2004);
- Le Radici dell'Albero: 130 anni di emigrazione trentina in Brasile (ed. Provincia autonoma di Trento, 2005);
- Ritorno in Galizia (ed. Provincia autonoma di Trento, 2011).

### Trasmissioni televisive
- Elzeviro - Terza pagina di cultura trentina (ed. Palazzo del Diavolo, Trento 1988-1990, emittente TVA)
- Pulsatilla - Il grande libro della Natura trentina (ed. Palazzo del Diavolo, Trento 1988-1989, emittente TVA)
- Le nostre leggende/Noscia conties/De inseren Gschicht/Unsarne Stördjiela  - Racconti e storie della tradizione ladina, mochena e cimbra (34 puntate per il canale digitale Teleminoranze Linguistiche; produzione Ercamedia, Trento, per la Provincia autonoma di Trento, 2010)
- Le pietre nobili raccontano - Le più belle leggende dei castelli trentini (40 puntate per il canale digitale Teleminoranze Linguistiche; produzione Ercamedia, Trento, per la Provincia autonoma di Trento, 2011)